# Römischer Gutshof (Gurtweil)
Der Römische Gutshof Gurtweil war ein Gutshof mit Badeanlage aus römischer Zeit und befand sich zwischen der Stadt Tiengen und dem Stadtteil Gurtweil im Landkreis Waldshut in Baden-Württemberg.

## Lage
Der römische Gutshof lag auf einer würmeiszeitlichen Niederterrasse an einem nach Südwesten zur Schlücht hin abfallenden Muschelkalkabhang. Im nahen Gewann Steinbrunnen befand sich eine heute versiegte Quelle. Die Anlage ist an der Oberfläche nicht zu erkennen und wird als Ackerland genutzt. Die Fundstelle sei früher ein bis zu 6 m hoher und 40 m langer Hügel gewesen.
Die römischen Bauten im Gewann Schlößlebuck bzw. Schlößleäcker bildeten ein Ensemble um eine Villa Rustica mit einer Mindestausdehnung von ca. 230 × 120 m (= 2,76 ha).

## Ausgrabungen
Berichte über Grabungen reichen bis in das frühe 19. Jahrhundert zurück:
„Bereits 1844 berichtete H. Schreiber von einer Stelle östlich Waldshut mit noch oberirdisch sichtbaren Mauerresten, einem hypokaustierten Raum und Wandmalereien mit Arabesken und Gewinden von Blättern.“
„Die ‚vornehmere villa rustica‘ (E. Wagner) […] wurde 1891 teilweise untersucht und erbrachte einen Ausschnitt des ‚Herrenhauses‘ vom Porticustyp mit Eckrisaliten. Angefügt […] war ein Badetrakt mit mehreren beheizbaren Räumen, von denen der Warmbaderaum (caldarium) durch eine halbrunde Apsis erweitert war. […] Nach außen war dem Bau vermutlich ein Säulengang vorgelegt, innen umschloß er anscheinend einen offenen Hof (Atrium oder Peristyl).“ Gefunden wurden Spuren von bemalten Wänden und Mosaikböden.
„Weitere Mauern, möglicherweise auch von Nebengebäuden, wurden 1899, 1912, 1922 und 1926 bei Bauarbeiten angeschnitten, aber bis auf wenige Notizen von K. Heck größtenteils ohne Dokumentation zerstört. 1961, 1964/65 und 1969 kam es durch Neubaumaßnahmen zu weiteren Substanzverlusten. Dank der Aufmerksamkeit von E. Falkenstein, Dogern, konnten damals aber einige Beobachtungen festgehalten und ein Teil der Funde geborgen werden.“
Eine detaillierte Fassung der Ausgrabung der 1920er Jahre liegt aus anderer Quelle vor:
In den Jahren 1926 und 1928 unternahm Karl Friedrich Heck aus Waldshut größere Ausgrabungen. Es wurden Überreste von mindestens vier Steingebäuden entdeckt. Im Herbst 1926 besuchten der Geologe Wilhelm Deecke und der Archäologe Ernst Fabricius die Grabungen. Beschreibungen lieferte auch Paul Revellio. E. W. Heinz rekonstruierte anhand der Entwicklung anderer Villenbäder einen Kernbau mit Caldarium (Raum K), Tepidarium (Raum F) Frigidarium/Apodyterium (Raum H). Die Piscina sah er als späteren Anbau. Der Fund einer Armbrustfibel (in Gebäude A) sowie die germanische Keramik aus dem Bad sprechen dafür, dass mehrere Bauten des Gutshofes von germanischen Neusiedlern aufgesucht oder wiederverwendet wurden. Je zwei Stempel der 21. und 11. Legion auf Leistenziegelbruchstücken fanden sich in den Räumen B und C, ein Stempel der 11. Legion auf einer Hypocaustenplatte in Raum H. Der Verbleib der Legio XI Claudia ist von 70–101 n. Chr. im Hauptquartier in Vindonissa festgestellt, die Ziegel kamen daher wohl auch um diese Zeit nach Gurtweil, eventuell aber auch nachträglich. Es existieren Pläne und einige Fotos der Ausgrabung.
Laut J. Trumm „ist die Umgebung des 1891 freigelegten Gebäudes […] heute weitgehend überbaut, so daß in Zukunft wohl kaum noch mit einer Ergänzung des Grundrisses zu rechnen ist. Die Funde ergeben bislang einen Datierungsrahmen vom späten 1. Jh. bis ins frühe 3. Jh.“